# Ian Fleming International Airport
Ian Fleming International Airport (vroeger: Boscobel Aerodrome) is een luchthaven op tien kilometer van het centrum van Ocho Rios, in de parish Saint Ann aan de noordkust van Jamaica. Het is een klein vliegveld dat uitsluitend gebruikt wordt door privévliegtuigen en voor kleine chartervluchten. Het vliegveld is vernoemd naar Ian Fleming, de auteur van de James Bondboeken. Fleming had een buitenhuis (Goldeneye) in Oracabessa, niet ver van het huidige vliegveld. 
Het oude Boscobel Aerodrome is ongeveer dertig jaar in gebruik geweest en is in 2009 en 2010 gerenoveerd. In januari 2011 is het heropend als het Ian Fleming International Airport. Het vliegveld richt zich voornamelijk op exclusief toerisme met verblijf in luxe villa's en hotels aan de noordkust van het eiland. Voor het massatoerisme in Ocho Rios wordt vrijwel uitsluitend gebruikgemaakt van Sangster International Airport in Montego Bay.

## Luchtvaartmaatschappijen en bestemmingen
Het vliegveld wordt niet aangedaan door reguliere binnenlandse en internationale lijnvluchten. Het wordt gebruikt door privéjets. Ook zijn er binnenlandse charters (luchttaxi's) vanaf Kingston (Norman Manley International Airport) en Montego Bay (Sangster International Airport).

## Links
Officiële website Ian Fleming International Airport